# Remedy Entertainment
Remedy Entertainment is een Finse computerspelontwikkelaar en gametechnologieontwikkelaar. De onderneming is het meest bekend van de Max Payne- en Alan Wake-games.

## Ontwikkelde spellen
| Release | Titel                                     | Platform(s)                                                  |
| ------- | ----------------------------------------- | ------------------------------------------------------------ |
| 1996    | Death Rally                               | MS-DOS                                                       |
| 2001    | Max Payne                                 | Android, Game Boy Advance, iOS, PlayStation 2, Windows, Xbox |
| 2003    | Max Payne 2: The Fall of Max Payne        | PlayStation 2, Windows, Xbox                                 |
| 2010    | Alan Wake                                 | Windows, Xbox 360                                            |
| 2011    | Death Rally Mobile                        | Android, iOS, Windows                                        |
| 2012    | Alan Wake's American Nightmare            | Windows, Xbox 360                                            |
| 2014    | Agents of Storm                           | iOS                                                          |
| 2016    | Quantum Break                             | Windows, Xbox One                                            |
| 2019    | Control                                   | PlayStation 4, Windows, Xbox One                             |
| 2021    | Alan Wake Remastered                      | PlayStation 4, PlayStation 5, Windows, Xbox One, Xbox Series |
| 2022    | CrossfireX / Crossfire HD (single-player) | Windows, Xbox One, Xbox Series                               |
| 2023    | Alan Wake II                              | Windows, PlayStation 5, Xbox Series                          |